# شبرا بلولة السمنودية
شبرا بلولة السمنودية إحدى قرى مركز السنطة التابع لمحافظة الغربية بجمهورية مصر العربية.

## التاريخ
قرية شبرا بلولة السمنودية من القرى القديمة، حيث وردت باسم «شبرا بلوله» في أعمال السمنودية ضمن قرى الروك الصلاحي التي أحصاها ابن مماتي في كتاب قوانين الدواوين، كما وردت باسم «شبرى بلوله بالسمنوديه» في أعمال الغربية ضمن قرى الروك الناصري التي أحصاها ابن الجيعان في كتاب «التحفة السنية بأسماء البلاد المصرية». وفي العصر العثماني وردت باسم «شبرا بلوله بالسمنودية» في التربيع العثماني الذي أجراه الوالي العثماني سليمان باشا الخادم في عصر السلطان العثماني سليمان القانوني ضمن قرى ولاية الغربية، وفي تاريخ 1228هـ/1813م الذي عدّ قرى مصر بعد المسح الذي قام به محمد علي باشا باسم «شبرا بلولة السمنودية» ضمن قرى مديرية الغربية.

## السكان
بلغ عدد سكان شبرا بلولة السمنودية 5692 نسمة حسب تقدير عام 2018.
| السنة  | 1882 | 1897 | 1907 | 1927 | 1947 | 1960 | 1976 | 1986 | 1996 | 2006  | 2018 |
| ------ | ---- | ---- | ---- | ---- | ---- | ---- | ---- | ---- | ---- | ----- | ---- |
| القرية | 754  | 1045 | 1201 | 1275 | 1376 | 1700 | 2397 | 3045 | 3770 | 4,382 | 5692 |